# Skwer Bogdana Jańskiego w Poznaniu
Skwer Bogdana Jańskiego – obszar zieleni miejskiej zlokalizowany w Poznaniu, pomiędzy ulicami: Langiewicza, Dąbrówki, Pamiątkową i Filarecką na Wildzie (działka 87/2).
Nazwę skwerowi nadano 8 kwietnia 2008 (uchwała Rady Miasta nr XXXV/350/V/2008). Upamiętnia Bogdana Jańskiego – ekonomistę i założyciela Zgromadzenia Zmartwychwstańców. Przy skwerze stoi kościół Zmartwychwstania Pańskiego, a w pobliżu znajduje się V LO.
Z inicjatywą nadania nazwy wystąpiła, po dwusetnej rocznicy urodzin patrona, Rada Osiedla Wilda, co poparli miejscowi mieszkańcy (527 podpisów). Poparcia udzielił także przełożony domu księży Zmartwychwstańców, który na tym miejscu funkcjonuje od 1923, administrując lokalną parafią. Mieszkańcy ufundowali pamiątkową tablicę poświęconą patronowi skweru.